# Nikolaus Franke
Nikolaus Franke (* 1966) ist ein deutscher Betriebswirt und Professor an der Wirtschaftsuniversität Wien. 
An der Wirtschaftsuniversität Wien ist er seit 2001 Leiter des Instituts für Entrepreneurship und Innovation. Frankes Forschungsschwerpunkte liegen in den Bereichen Open- und User Innovation. Er untersucht, wie Unternehmen von der Kreativität von Nutzern profitieren können sowie das Erfolgspotenzial, die Funktionsweise und die Wirkungen von konkreten Methoden wie Toolkits for User Innovation and Design, Crowdsourcing und Lead User Studien. 
Seine wissenschaftlichen Veröffentlichungen wurden in Zeitschriften wie Entrepreneurship Theory and Practice, Information System Research, Journal of Business Venturing, Journal of Product Innovation Management, Journal of Marketing, Management Science, Organization Science und Research Policy veröffentlicht. 2003 wurde ihm der Kardinal-Innitzer-Förderungspreis für Sozial- und Wirtschaftswissenschaften verliehen. Seit 2016 ist er als Field Editor für das Journal of Business Venturing tätig.
Neben der Leitung des Instituts für Entrepreneurship und Innovation ist Franke akademischer Direktor des TU / WU Professional MBA in Entrepreneurship und Innovation, Leiter der User Innovation Research Initiative Wien, Gründer des Entrepreneurship Center Network, Gründer und Akademischer Leiter des WU Gründungszentrums sowie Mitglied des Forschungsinstituts für Familienbetriebe, des Senats der WU und der Forschungskommission der WU. 
Franke ist Mitglied im Verband der Hochschullehrer für Betriebswirtschaft. Er ist außerdem wissenschaftlicher Leiter von TOP 100, einem kostenpflichtigen Wettbewerb für KMU in Deutschland.